# Паралимпийское дзюдо

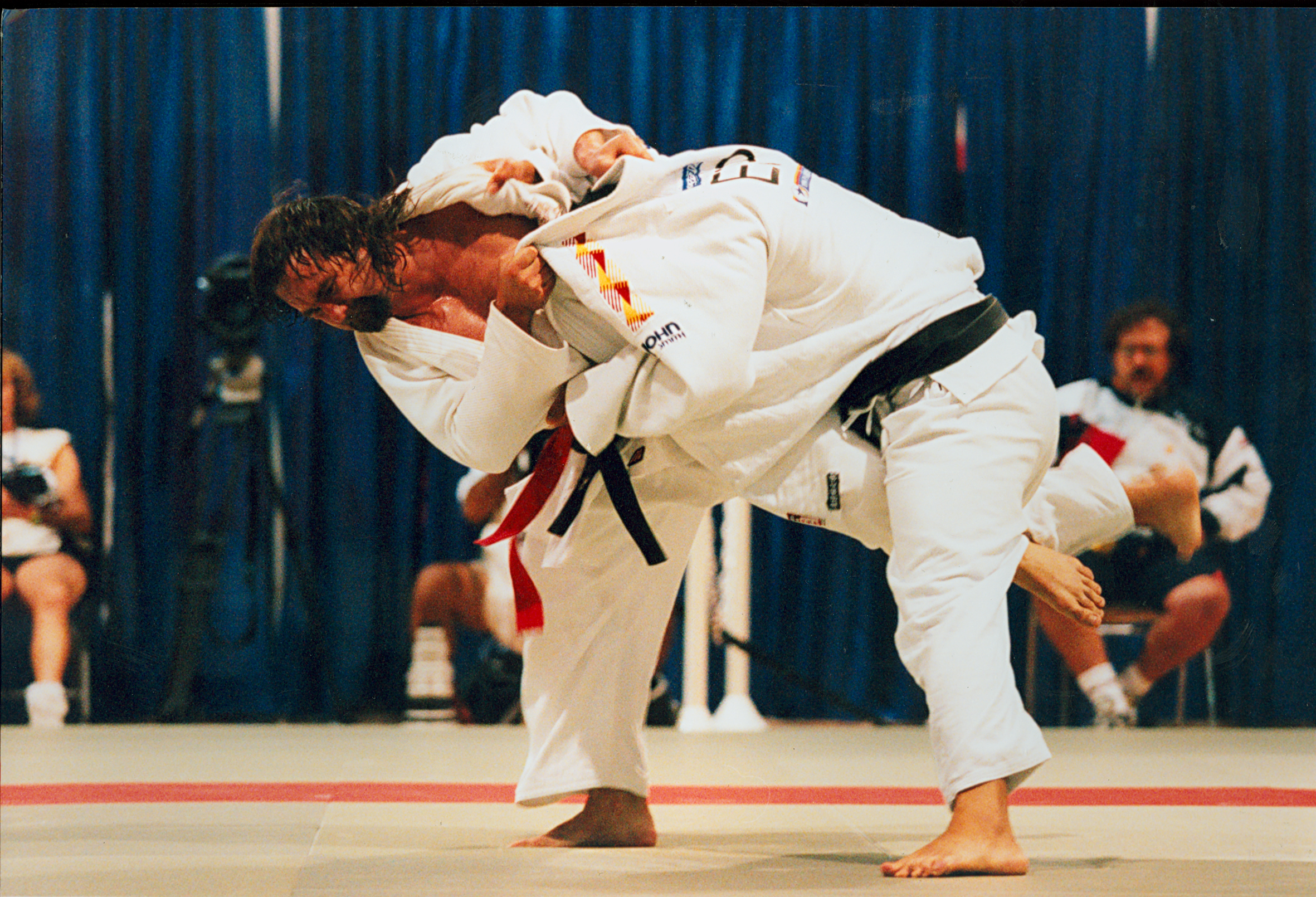
На Паралимпийских играх в 1996 году

Паралимпийское дзюдо является адаптацией японского боевого искусства дзюдо для слепых и слабовидящих спортсменов. Правила лишь немного отличаются от обычных соревнований по дзюдо. Паралимпийское дзюдо является частью программы летних Паралимпийских игр с 1988 года для мужчин и с 2004 года для женщин.
Соревнования по паралимпийскому дзюдо регулируются Международной федерацией дзюдо (IJF) с некоторыми изменениями в правилах, установленными Международной спортивной ассоциацией слепых (IBSA). Основное отличие в правилах заключается в том, что дзюдоисты начинают соревноваться, удерживая друг друга за кимоно (этот захват называется «кумиката») и, если связь спортсменов нарушена, то судья командой «матэ» (ждите), или «стоп» останавливает борьбу, и спортсмены возвращаются в исходное положение.
На Паралимпийских играх 2012 года в Лондоне в этом виде спорта за 13 комплектов медалей боролись 132 спортсмена.
Паралимпийское дзюдо было включено в программу Европейских игр-2015 в Баку.